# Poecilurus
A Poecilurus  a madarak (Aves) osztályának verébalakúak (Passeriformes) rendjébe és a fazekasmadár-félék (Furnariidae) családjába tartozott nem, már nem használják.

## Rendszerezés
Az ide sorolt fajokat, áthelyezték a  Synallaxis nembe.
- Poecilurus scutatus vagy Synallaxis scutata
- Poecilurus candei vagy Synallaxis candei
- Poecilurus kollari vagy Synallaxis kollari